# Claudia-Sofie Jelinek
Claudia-Sofie Jelinek (auch c-s jelinek; * 4. März 1961 in Wien) ist eine österreichische Schauspielerin.

## Leben
Claudia-Sofie Jelinek absolvierte von 1979 bis 1982 eine Ausbildung zur Darstellerin an der Schauspielschule Krauss. Von 1980 bis 1982 war sie Elevin am Theater in der Josefstadt in Titus Feuerfuchs (Regie: Fritz Zecha) und in Zug der Schatten (Regie: Michael Kehlmann) und am Volkstheater in Tod (Regie: Hermann Schmied). Von 1982 bis 1984 hatte sie ein Engagement am Landestheater Linz, zeitgleich mit Wolfgang Böck und Wolf Bachofner, mit denen sie unter anderem in Nestroys Das Haus der Temperamente als Agnes (Regie: Kurt Ockermüller) spielte.
1984 zog sie nach Deutschland, wo sie seither überwiegend lebt, mit Nebenwohnsitz in Wien. Von 1984 bis 1988 hatte sie ein Engagement am Theater Heilbronn, wo sie als einzige Schauspielerin zwei Jahre in Folge den Volksbühnenpreis erhielt.
Von 1988 bis 1992 war sie am Theater Essen verpflichtet. In der deutschsprachigen Erstaufführung von Cixous’ Dora spielte sie die Haupt- und Titelrolle einer hysterischen Patientin Sigmund Freuds. Am Schauspielhaus Düsseldorf stellte sie die Göttermutter Here in Hansgünther Heymes achtstündiger Aufführung von Homers Ilias dar.
In der österreichischen Kinoproduktion In 3 Tagen bist du tot aus dem Jahr 2005 war sie die Maturavorsitzende.
In der mit dem Deutschen Fernsehpreis ausgezeichneten Folge Eine Landpartie (2003) der Fernsehreihe Unter Verdacht stellte Jelinek die korrupte Oberstaatsanwältin Dr. Putz dar. Im Zweiteiler Verlorene Sicherheit (2017) trat sie als Scheidungsanwältin auf.
In 8 × 45, einer Reihe des ORF, spielte sie die Kriminalinspektorin Pucharski.

## Filmografie (Auswahl)
- 1999–2007: Siska (Fernsehserie, verschiedene Rollen, 8 Folgen)
- 2000: Autsch, Du Fröhliche
- 2000: SOKO 5113 (Fernsehserie, sechs Folgen)
- 2000: Siska (Fernsehserie, Folge Du lebst noch drei Minuten)
- 2001: Der kleine Mann (Kino), Regie: Matthias Steurer
- 2001–2011: Der Alte (Fernsehserie, verschiedene Rollen, 5 Folgen)
- 2017: Unter Verdacht: Eine Landpartie (Fernsehreihe)
- 2004: Der Elefant – Mord verjährt nie (Fernsehserie, Folge Das Wunder von Braunsfeld)
- 2004: Kommissar Rex (Fernsehserie, Folge Nachts im Spital)
- 2005: Heiraten macht mich nervös, Regie: Ariane Zeller
- 2005: Polizeiruf 110: Der scharlachrote Engel (Fernsehreihe)
- 2006, 2009: SOKO Kitzbühel (Fernsehserie, verschiedene Rollen, 2 Folgen)
- 2006: In 3 Tagen bist du tot
- 2007: Zodiak – Der Horoskopmörder (Miniserie), Regie: Andreas Prochaska
- 2008: Zwei Zivis zum Knutschen (Fernsehfilm), Regie: Michael Lehmann
- 2009: Tatort: Herz aus Eis (Fernsehreihe)
- 2009: Nichts als Ärger mit den Männern
- 2013: Hannas Reise
- 2017: Unter Verdacht: Verlorene Sicherheit (Teil 1)
- 2018: Hubert ohne Staller (Fernsehserie, Folge Um ein Haar)
- seit 2019: Sturm der Liebe
- 2019: Tonio & Julia: Schuldgefühle
- 2022: Die Chefin (Fernsehserie, Folge Ein Hauch von Freiheit)
- 2024: Die Toten vom Bodensee – Nachtschatten (Fernsehreihe)